# آشپزخانه جهنم
آشپزخانه جهنم (انگلیسی: Hell's Kitchen) فیلمی در ژانر مهیج، جنایی و درام است که در سال ۱۹۹۸ منتشر شد. از بازیگران آن می‌توان به روزانا آرکت، آنجلینا جولی، مکای فایفر و جانی ویتوورت اشاره کرد.